# Akoibon
Pour plus de détails, voir Fiche technique et Distribution.
Akoibon est une comédie française réalisée par Édouard Baer, sortie le 13 avril 2005.

## Synopsis
Nader, un escroc, doit se rendre sur l'île de Chris Barnes, un ancien organisateur de soirée mondaine, pour sauver un ami. Daniel, marié et père de 11 ou 12 enfants, vient sur l'île pour rejoindre Betsy, la fille de Chris Barnes avec qui il a parlé sur Internet. Ils décident d'échanger leurs identités, tandis que Betsy fait de même avec sa sœur. Mais, rien ne va plus quand Chris Barnes décide de virer un acteur et de rompre l'illusion cinématographique.

## Fiche technique
- Titre : Akoibon
- Réalisation : Édouard Baer
- Scénario : Édouard Baer
- Producteurs : Paulo Branco et Pierre-Ange Le Pogam
- Sociétés de production : Gémini Films, Les Productions en Cabine, Sirocco Films, Sforzando Productions, Canal+, TPS Star, Soficinéma, Sofica Europacorp
- Sociétés de distribution : Gémini Films, Le Petit Bureau
- Musique : François Hasdenteufel
- Photographie : Antoine Roch
- Montage : Jacqueline Mariani
- Casting : Stéphane Foenkinos
- Décors : Irène Galitzine
- Costumes : Karen Muller-Serreau
- Pays de production :  France
- Budget : 3,75 millions d'euros
- Genre : comédie
- Durée : 98 minutes
- Date de sortie : 13 avril 2005
- Box-office France : 70 554 entrées
- Lieux de tournage : Marseille

## Distribution
- Édouard Baer : Daniel Stain
- Jean Rochefort : Chris Barnes

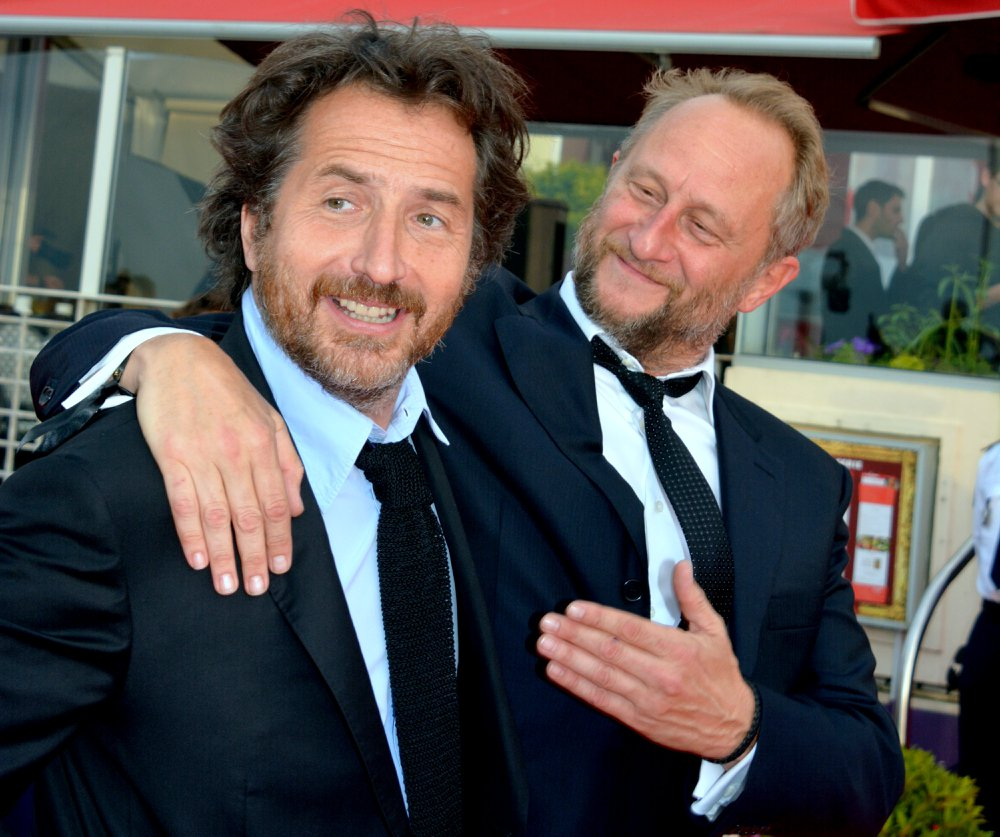
Les acteurs principaux Édouard Baer et Benoît Poelvoorde à Cabourg en 2018.

- Benoît Poelvoorde : Jean-Mi, l'ami des gens
- Jeanne Moreau : Madame Paule
- Marie Denarnaud : Betsy
- Chiara Mastroianni : Barbara
- Nader Boussandel : Nader
- François Rollin : Gilles Terrence
- Atmen Kelif : Mehdi
- Gilles Gaston-Dreyfus : Jean-Bernard Ollivier, le narrateur
- Francis Van Litsenborgh : Walter
- Samir Guesmi, Jean-Michel Lahmi et Mohand Hadjlarbi : les potes
- Josée Dayan : Jacqueline Pommard
- Léa Drucker et Pierre-Louis Lanier : les touristes
- Christophe Meynet : Christophe
- Frédéric Jardin : l'homme de main
- Édith Le Merdy : la fiancée de Woody Allen
- Patrick Robine et Thierry Fontez : les chanteurs
- Georges Moustaki : lui-même